# Santa Marta (krater)
Santa Marta – krater uderzeniowy położony w środkowej Brazylii, w stanie Piauí. Krater ma średnicę 10 km, jest widoczny na powierzchni Ziemi.
Krater został utworzony przez upadek małej planetoidy, która wybiła krater w skałach osadowych pokrywających podłoże krystaliczne; miało to miejsce w późnej kredzie. Krater został rozpoznany dzięki metodom teledetekcyjnym, a następnie jego pochodzenie potwierdzono za pomocą badań geologicznych. Znalezione zostały dowody szokmetamorfizmu, jak planarne struktury deformacyjne w piaskowcach, oraz stożki zderzeniowe. Krater ma wyniesiony centralny obszar o średnicy ok. 3,2 km, obserwowana jest w nim anomalia siły ciężkości i anomalia magnetyczna.